# Robertland House
Robertland House ist ein Landhaus bei Stewarton in der schottischen Council Area East Ayrshire. Die Villa ist als Denkmal der Kategorie B geschützt. Die Robertland Bridge, auf welcher der Hauptzufahrtsweg das Annick Water quert, ist hingegen als Denkmal der Kategorie C klassifiziert.

## Geschichte
Robertson schrieb 1823: „Das bemerkenswert stolze Haus mit sechs Stockwerken wurde kürzlich abgerissen.“ Sir William Cunninghame of Fairlie wurde damals als „von Fairlie und Robertland“ bezeichnet.
Pigot gibt 1837 Alexander Kerr, Esq. oder Moorpark, Kaufmann aus Glasgow, als Bewohner von Robertland an; er soll Robertland und die Haysmuir Farm um 1813 gekauft haben. Der in Stewarton geborene Kerr verbrachte einige Jahre in Amerika; er war einer der wohlhabenden und einflussreichen „Tabak-Lords“. Er war mit Diana Barr (* 31. Januar 1786; † 9. Juni 1868) verheiratet und lebte vom 22. März 1775 bis zum 5. Mai 1847. Er ist in der Laigh Kirk in Stewarton beerdigt.
Die Daten und Beschreibungen legen den Schluss nahe, dass das „stolze Haus mit sechs Stockwerken“ auf der Nordseite des Swinzie Burn errichtet wurde, nachdem die alte Burg auf der Südseite abgerissen worden war. Dieses Haus wurde wiederum abgerissen, als das heute noch erhaltene Haus um 1820 gebaut wurde.
Das heutige Robertland House wurde 1820 von David Hamilton entworfen, der auch Dunlop House plante. Hamilton arbeitete als Architekt für den Besitzer des Anwesens, Alexander Kerr. Das Haus hat einen Ziergiebel und säuleneingefasste Fenster in einer ansonsten standardmäßigen Fassade.
Alexander Kerr folgte 1847 dessen Sohn John James Kerr nach. Spätere Bewohner des Hauses waren: John McIntyre, Eisenhändler aus Glasgow; Thomas McIntyre, Parlamentsabgeordneter aus Sorn Castle; Wallace Fairweather, Friedensrichter und Deputy Lieutenant aus Mearns Castle und ein Service aus Glasgow. Sie waren Pächter des Hauses, bis Mr George Muir, Friedensrichter aus der Howard Street in Kilmarnock, das Anwesen von den Treuhändern von J. J. Kerr kaufte, nachdem das Landhaus 1914 durch einen Brand beschädigt worden war. Das Haus wurde vollständig repariert und modernisiert, was zu dem Zustand führte, den man heute sehen kann.
Das Anwesen wurde 1913 zum Verkauf angeboten; es hatte eine Grundfläche von 9,08 km² mit 290.000 m² lichten Waldes, 0,68 km² Moor, 26 Bauernhöfen und Jagdrechten für Glenouther Moor. Nether Robertland, Fulshaw, Clonherb, Broadmoss, Couldhame, Braehead, Hairshaw, Lintbrae, Overhill, Burnfoot, Polkelly (Ost und West), Clunch (High und Low), Derclabboch und weitere Teile gehörten zum Verkaufszeitpunkt zum Anwesen.
Einer der bekannteren Bewohner des Hauses war John Cunningham, den jährlich die Stadtbevölkerung von Stewarton auf seinem Anwesen besuchte. Seine Nachkommen stifteten der Stadt Stewarton den Cunningham-Watt Park.
2004 gehörte Robertland Alan Burns Williamson, Baron Robertland. Sir Edward Hunter-Blair, 8. Baronet, „heiratete“ Jonet Clemency Wilson Reid aus Robertland, Tochter von David Wilson Reid, Baron Robertland, und Archivar der Universität Glasgow, und dessen Gattin, Diana Rosamond Angell, Secretary of the Baronetage of Scotland 1973–1997. Der heutige Eigner (seit 2005) ist Brian Douglas Parsons of Robertland, Baron of Ormiston and of Robertland.

## Zufahrt
Eine alte Straße überquerte Annick Water auf der Brücke in der Nähe der „Castle“ genannten Stelle in der Templehouse-Darlington-Gegend von Stewarton und führte hinauf zum Robertland Castle und nach Nether Robertland auf dem Ostufer des Flusses. John Thomsons Landkarte von 1832 ist die letzte, auf der diese Straße eingezeichnet ist, und, dass es keinen Fahrweg von der Old Glasgow Road herunter gab. Die Zufahrt auf der Ostseite des Flusses existiert nicht mehr und der Fahrweg führt von einem Torhaus an der Old Glasgow Road herunter und überquert Annick Water auf der Robertland Bridge.

## Robertland House und die Suffragetten

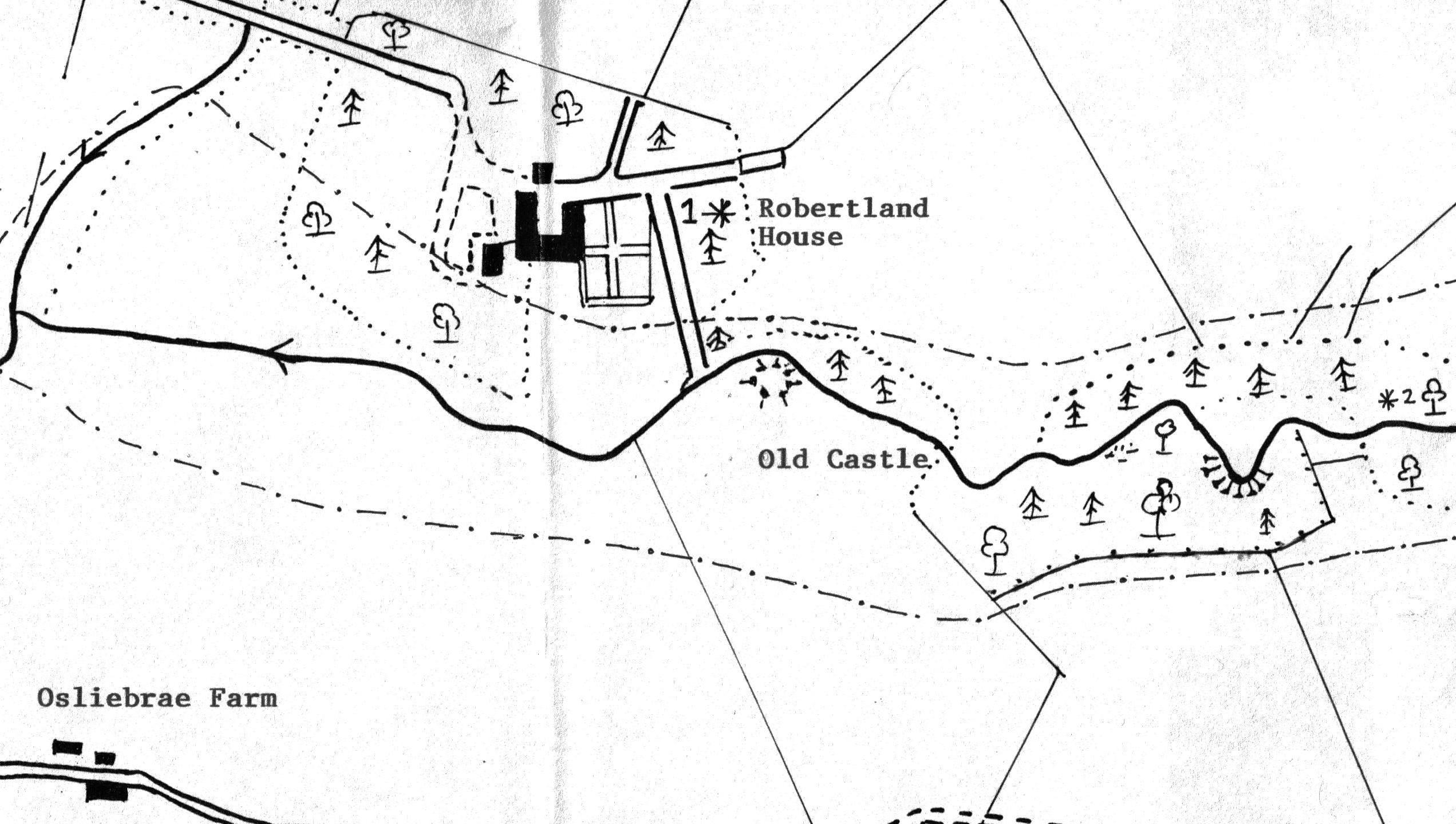
Robertland House und die Ruine der alten Burg

Am Freitag, dem 12. März 1914, war das Haus leer und wartete auf einen Käufer. Da brachen zwei Suffragetten durch ein Fenster des Gewächshauses ein und zündeten das Gebäude an. Die Feuerwehr hatte große Schwierigkeiten, Wasser heranzuschaffen, und so brannte das Vorderhaus aus. Das Hinterhaus und die Nebengebäude wurden gerettet und das Vorderhaus wieder aufgebaut.
Die Suffragetten hinterließen zwei Postkarten, um anzuzeigen, dass diese Brandstiftung die Vergeltung von Taten gegen Emmeline Pankhurst sei, und, um die Kirche zu zwingen, in der Sache des Wahlrechtes für Frauen unabhängig gegen den Staat zu handeln (Milligan). Die Fußspuren im Schnee konnte man nach Fulshaw verfolgen, wo die beiden ein Auto geparkt hatten und von wo sie Richtung Glasgow flohen. Das Ereignis beherrschte damals die nationale Presse.